# كلية العلوم البيطرية (ملبورن)
كلية العلوم البيطرية (بالإنجليزية: Faculty of Veterinary Science)‏ هي مدرسة للطب البيطري بجامعة ملبورن الأسترالية.

## أشهر الخريجين
- سيدني دود: منح درجة دكتور في العلوم البيطرية سنة 1910.
- كين كوجل: سياسي أسترالي سابق.
- هارولد ويليام بينيتس: معروف بالبحوث حول الماشية والآثار السامة للنباتات الأسترالية الأصلية.